# Gynerium sagittatum
Gynerium sagittatum là một loài thực vật có hoa trong họ Hòa thảo. Loài này được (Aubl.) P.Beauv. mô tả khoa học đầu tiên năm 1812.

## Hình ảnh

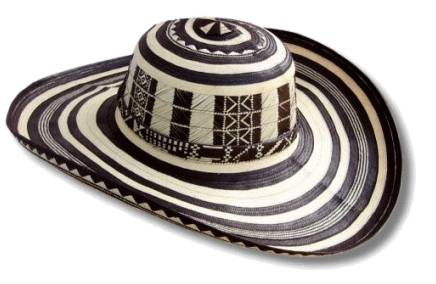
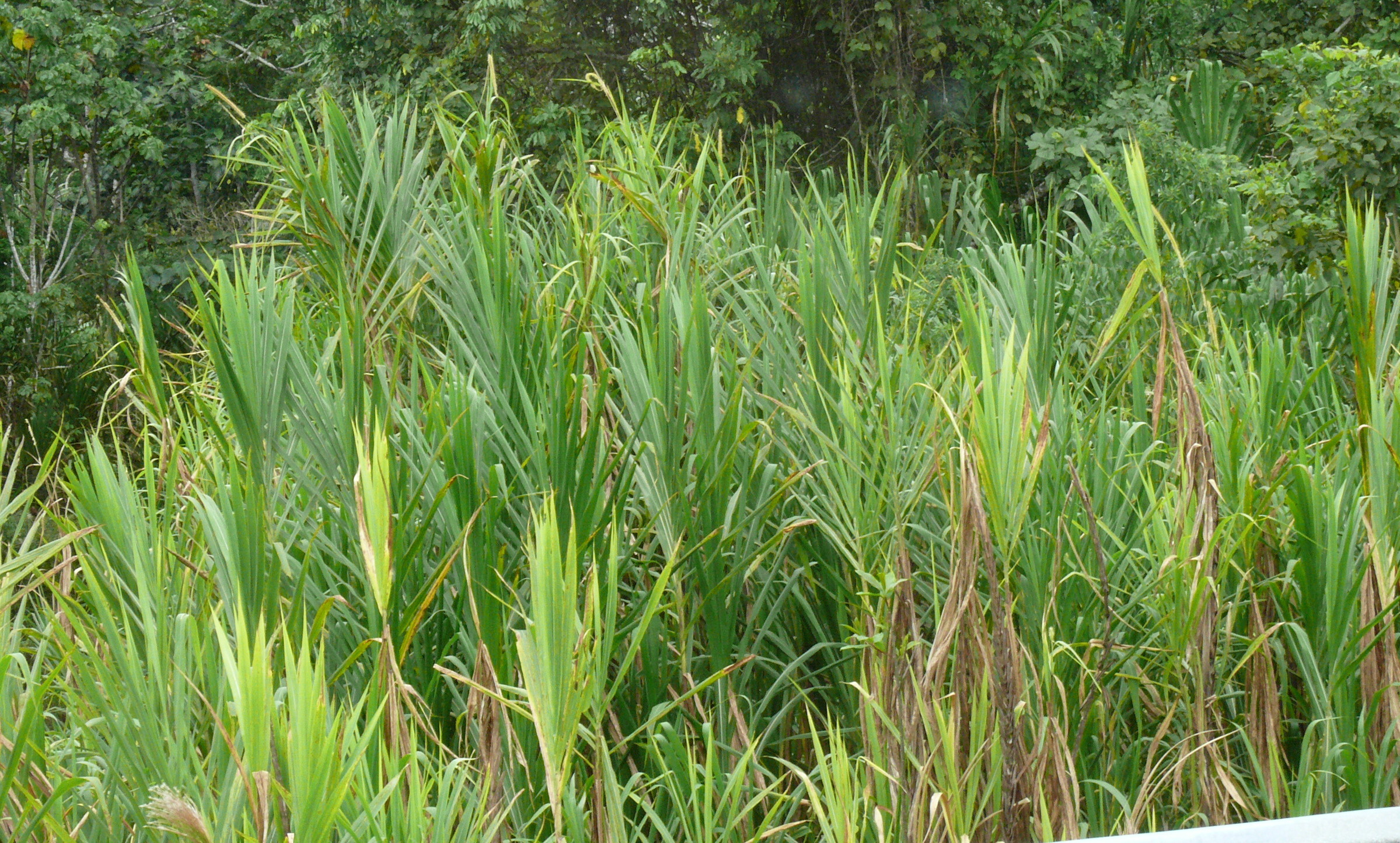
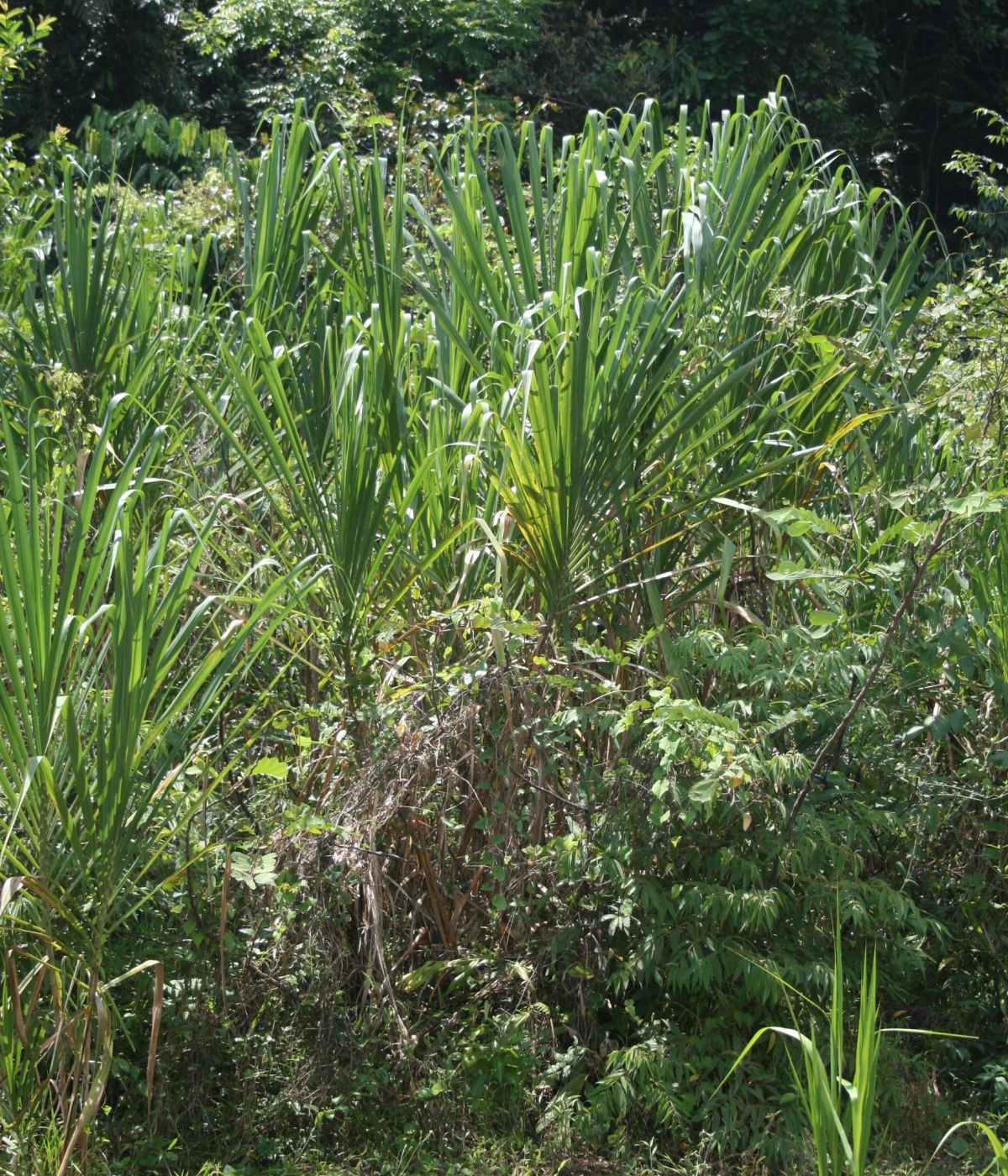
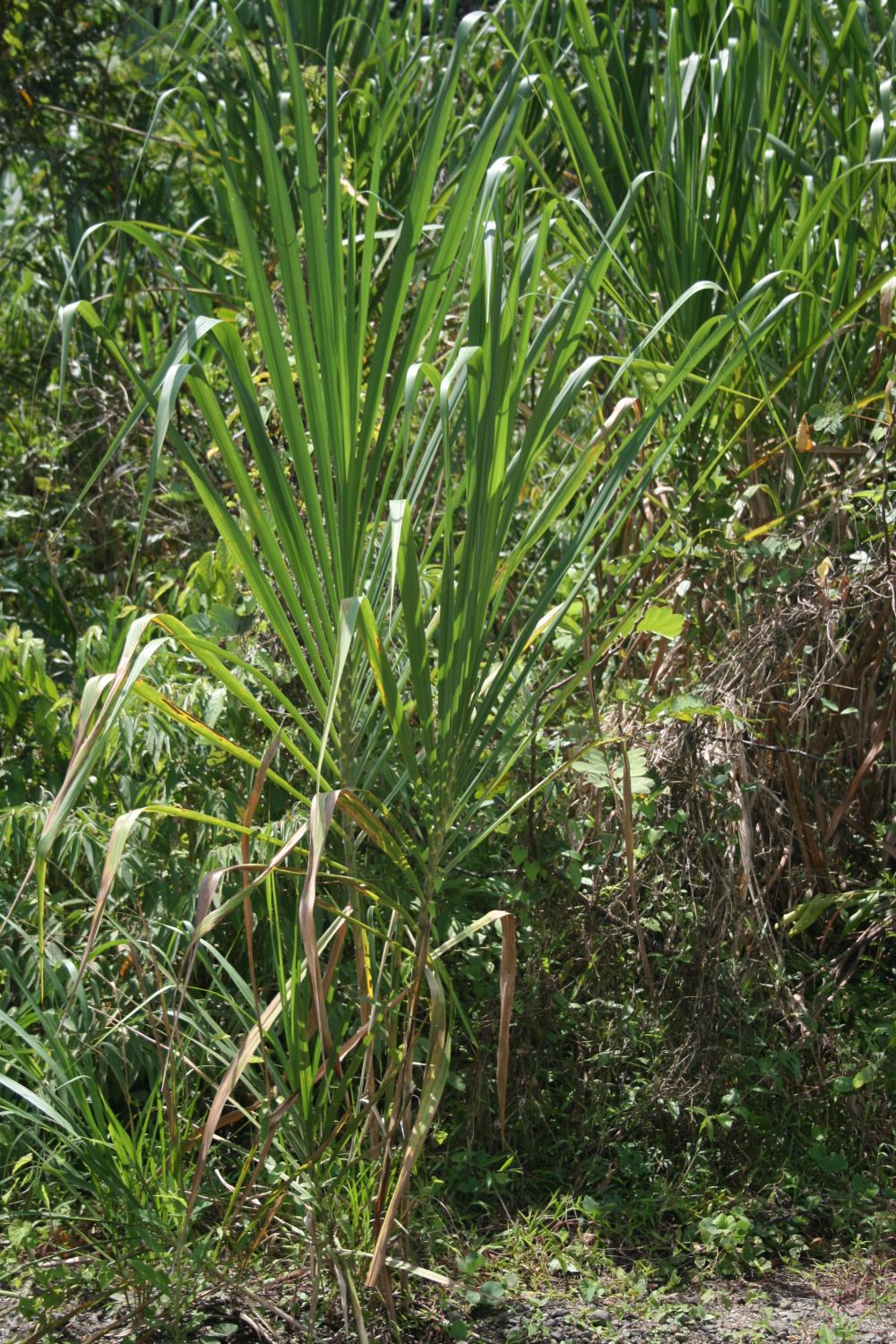